# جون هوارد دافيز
جون هوارد دافيز (بالإنجليزية: John Howard Davies)‏، (9 مارس 1939 - 22 أغسطس 2011)، كان ممثل ومنتج ومخرج أفلام إنجليزي. وُلِد في بادنغتون في إنجلترا، وهو ابن الكاتب السينمائي جاك دافيز، تشمل إعماله التمثيلية كممثل طفل في سن التاسعة في ديفيد لين أوليفر تويست (1948)، يليه فرس الحصان الهزاز (1949)، توم براون ششولدس (1951) وبعض حلقات المسلسل التلفزيوني ويليام تيل (1958).
وهو معروف عن حياته المهنية كمخرج ومنتج العديد من المسرحيات البريطانية الناجحة للغاية. أصبح جون مساعد إنتاج بي بي سي خلال عام 1966، وتم ترقيته إلى منتج في عام 1968. خلال هذه الفترة المبكرة عمل دافيز على برامج رسم مثل عالم المشاة (1968)، وذي غوديز (1970-72).
كما أخرج العديد من الأعمال أبرزها لا عمل للسيدة (1990-1992)، ومستر بين (1990).
تُوفي بسبب السرطان في 22 أغسطس 2011.

## روابط خارجية
- جون هوارد دافيز على موقع IMDb (الإنجليزية)
- جون هوارد دافيز على موقع ألو سيني (الفرنسية)
- جون هوارد دافيز على موقع ميوزك برينز (الإنجليزية)
- جون هوارد دافيز على موقع أول موفي (الإنجليزية)
- جون هوارد دافيز على موقع قاعدة بيانات الأفلام السويدية (السويدية)
- جون هوارد دافيز على موقع قاعدة بيانات الفيلم (الإنجليزية)
- جون هوارد دافيز على موقع كينوبويسك (الروسية)
- The TV IV - John Howard Davies